# Marco Júnio Peno
Marco Júnio Peno (em latim: Marcus Iunius Pennus) foi um político da gente Júnia da República Romana eleito cônsul em 167 a.C. com Quinto Élio Peto. Era filho de Marco Júnio Peno, edil curul em 205 a.C. e pretor urbano em 201 a.C., e pai de Marco Júnio Peno, tribuno da plebe em 126 a.C..

## Carreira
Marco foi nomeado pretor da Hispânia Citerior em 172 a.C. e sua presença foi caracterizada por um período de grande inatividade por que os reforços que ele havia solicitado ao Senado com urgência só chegaram depois que ele havia passado a província para o seu sucessor.
Em 167 a.C., foi eleito cônsul com Quinto Élio Peto e recebeu a região de Pisae como província consular. A Peto foi encarregada a Gália Cisalpina.
Foi um dos enviados do Senado até Rodes.